# Madre Coraje y sus hijos

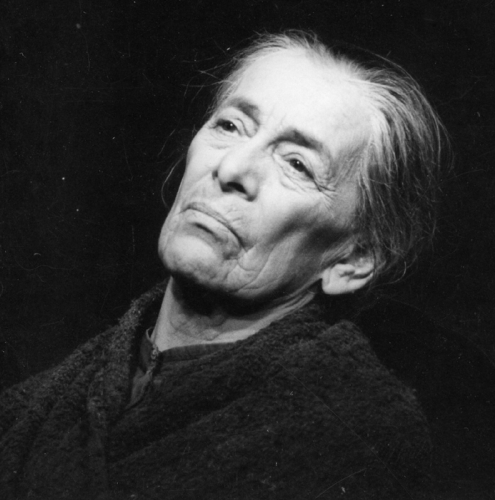
Helene Weigel como Anna Fierling (Madre Coraje) en 1967.

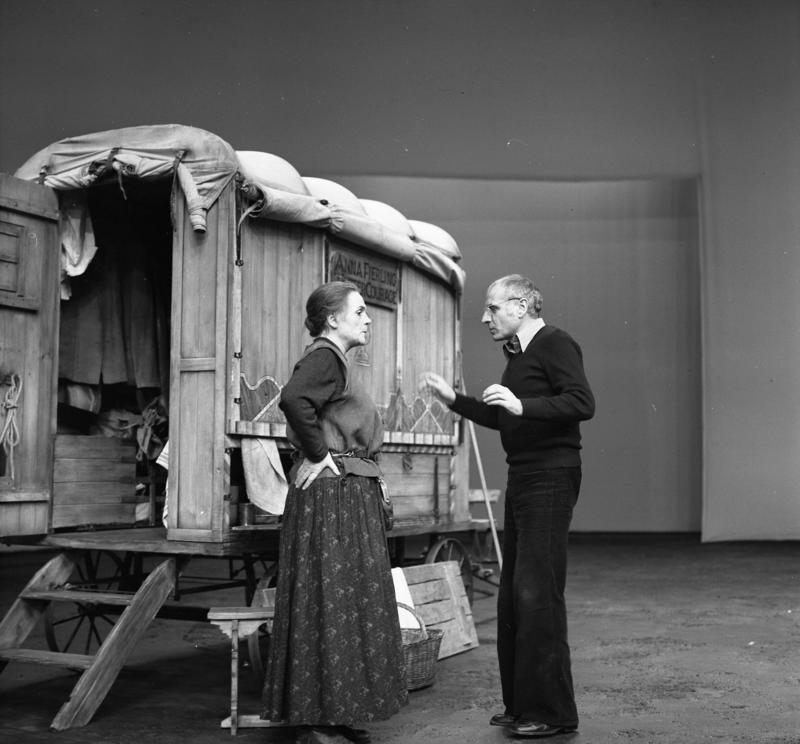
Gisela May en 1978.

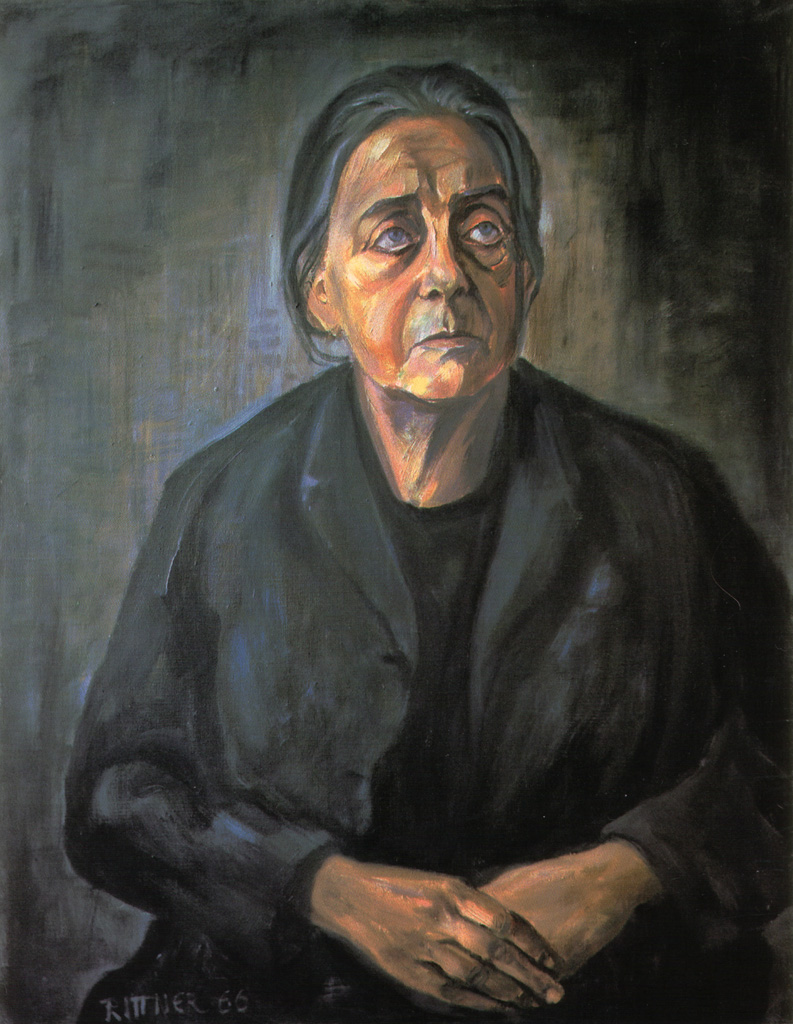
Therese Giehse como Madre Coraje, en 1966.

Madre Coraje y sus hijos (Mutter Courage und ihre Kinder) es una pieza teatral fundamental en el teatro de Bertolt Brecht y Margarete Steffin con música adicional de Paul Dessau para la versión berlinesa de 1949. Habiendo huido de la Alemania nazi en 1933, Brecht escribió la obra en cinco semanas durante su exilio en la isla de Lindingo en Suecia en 1939, antes de escapar a Finlandia y Estados Unidos vía Rusia. Estrenada en Zúrich en 1941, Brecht la revisó, produjo y dirigió en 1949 para el Berliner Ensemble.

## Argumento
El personaje central está extraído de una novela picaresca de Grimmelshausen, del siglo XVII: La pícara Coraje (Título completo en alemán: Trutz Simplex oder  Ausführliche und wunderseltzame Lebensbeschreibung der Ertzbetrügerin und Landstörtzerin Courasche). El drama se sitúa durante la Guerra de los treinta años donde Anna Fierling (Madre Coraje) es una astuta vendedora ambulante que para sobrevivir sortea hábilmente las diferencias entre católicos y protestantes siguiendo con su carromato al ejército sueco, sacando partido de la guerra y del dolor humano. Obtiene beneficios pero el precio que ha de pagar son sus tres hijos: Eilif, Schweizerkas y Catalina. Al final los tres mueren acribillados y madre coraje queda sola a pesar de que la guerra aún no había terminado.

## Contexto
Es un profundo alegato antibélico, donde Madre Coraje -mítica figura del costo de la guerra- termina sola en su desvencijado carromato y constituye una de las nueve piezas teatrales con las que Brecht trató de contrarrestar la ascensión del fascismo y una directa alusión a la invasión de Polonia por Hitler en 1939. 
Alegoría del costo de la Segunda Guerra Mundial en Alemania, Madre Coraje canta:
"No dejaré que me hablen mal de la guerra. 
Dicen que destruye a los débiles,
pero ésos revientan también en la paz.
Lo único que pasa es que la guerra alimenta mejor a sus hijos".

## Mensaje
Pieza fundamental del teatro épico del autor, utiliza el Verfremdungseffekt (efecto de distanciamiento) para evitar la catarsis y permitir al público el entendimiento del proceder del personaje y las consecuencias de la guerra.
Según Brecht, el personaje de la madre es un símbolo de la alianza entre la guerra y el comercio en donde la codicia lleva a pérdidas irreparables. 
La audiencia debe reaccionar indignada ante la inutilidad de la guerra y no compadecerse emocionalmente de Madre Coraje.
Mientras enseña que el valor de la perseverancia no siempre es útil.

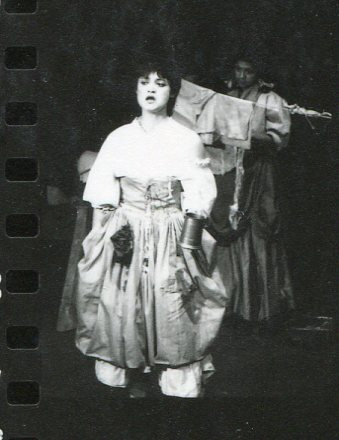
Angelique Rockas, Yvette, «Madre Coraje y sus hijos», Internationalist Theatre, Londra.

## Trayectoria
Estrenada en Zúrich en 1941 fue encarnada por Therese Giehse y posteriormente en la versión revisada por Helene Weigel, la segunda esposa de Brecht con quien creó el Berliner Ensemble y que protagonizó la película del mismo nombre en 1961 dirigida por Peter Palitzsch.
Mundialmente reconocida como uno de los mayores logros de Brecht y el teatro alemán ha sido llevada a escena en Londres, Glasgow, Nueva York, San Francisco, París, Viena, Colonia, Bochum, Eslovenia. Bogotá, Argentina, Uruguay, México, Uganda, Colombia (Medellín), España y Costa Rica.
Ha sido interpretada por destacadas actrices de cine y teatro, entre otras, por Gisela May, Lotte Lenya (1965), Ursula von Reibnitz (1964, Köln), Elisabeth Orth, Simone Signoret, Judy Winter, Dorothea Neff (Viena, 1963), Ursula Karusseit, Germaine Montero, Angela Winkler, Hanna Schygulla, Katina Paxinou (Atenas, 1971), Maria Bill (Viena), Joan Littlewood (Londres, 1956), Anne Bancroft (1963), María Casares (París, 1969), Margaret Robertson, (Internationalist Theatre, Londres 1982), Pupella Maggio, Diana Rigg (Londres, 1995), Glenda Jackson, Judi Dench (1984), Liv Ullmann (Oslo), Kathryn Hunter, Hennie Spronk, Maddalena Crippa (Milán), Fiona Shaw y en Nueva York por Jane Alexander, Meryl Streep (2005) y Kathleen Turner (2014).
En el teatro en español por Alejandra Boero (1954, Buenos Aires), China Zorrilla (Montevideo, 1958), Cipe Lincovsky (1989, Buenos Aires), Amelia de la Torre (1966, Madrid), Mary Carrillo (1969, Valladolid), Rosa María Sardá (1986, Madrid), Vicky Peña (2003, TNC-Barcelona), Laura García (2006, Teatro Libre, Bogotá), Mercè Aranega (2010 CDN-Madrid), Teresa Ralli (2010 Lima), Carmen Gallardo (2013,  Atalaya (teatro), Sevilla), Claudia Lapacó (2018, Buenos Aires) y Blanca Portillo (2019, CDN-Madrid), María Clara Carranza (2011, CNT, Costa Rica)

## Cine
- Mutter Courage und ihre Kinder, DEFA-Film 1961, Berliner Ensemble,  Helene Weigel, Angelika Hurwicz, Ekkehard Schall, Heinz Schubert, Ernst Busch, dirección: Peter Palitzsch, Música Paul Dessau.